# REACH

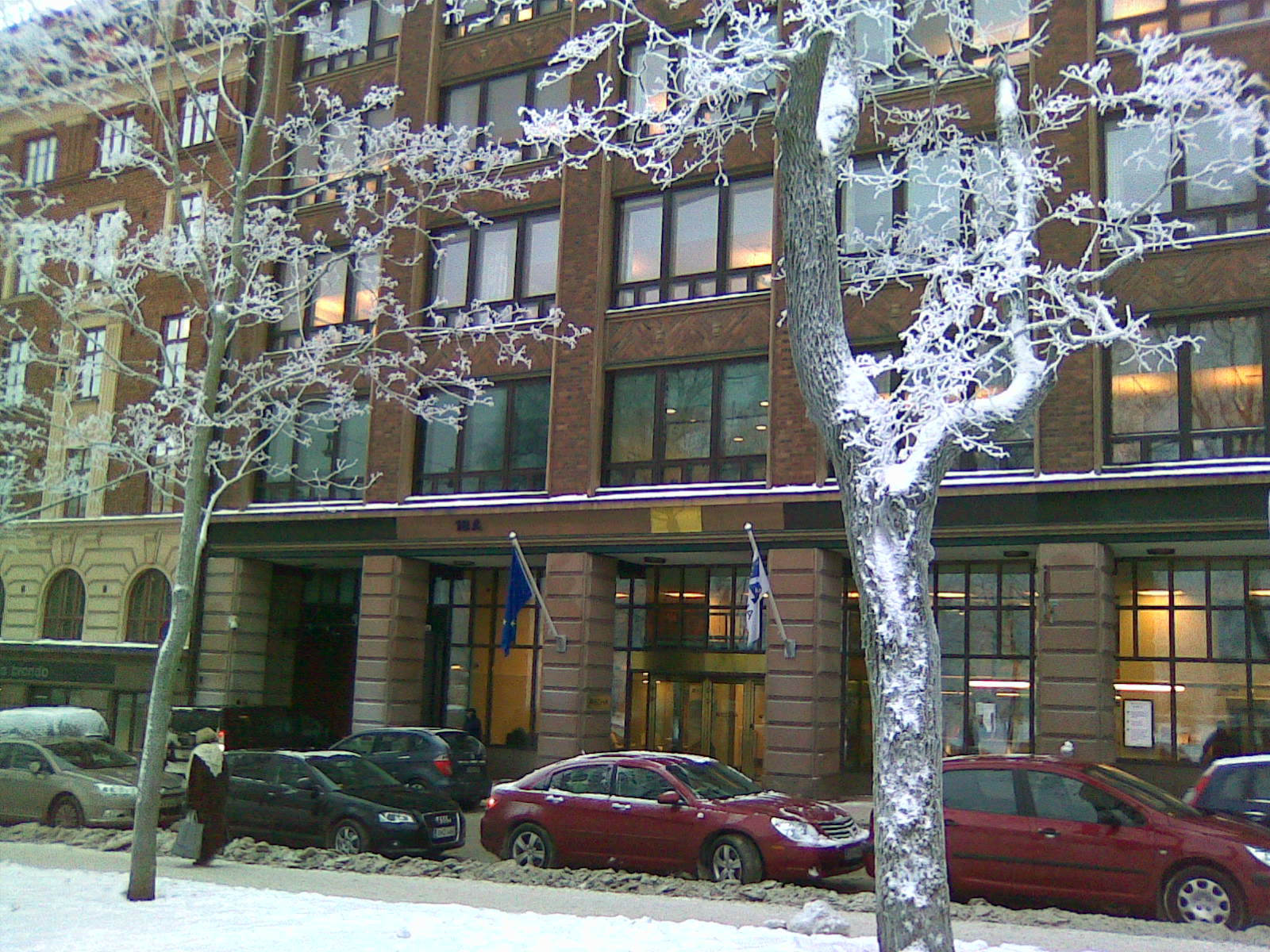
REACH högkvarter på Annegatan i Helsingfors (2010).

REACH (Registration, Evaluation, Authorisation and restriction of Chemicals), formellt Europaparlamentets och rådets förordning (EG) nr 1907/2006 av den 18 december 2006 om registrering, utvärdering, godkännande och begränsning av kemikalier (Reach), inrättande av en europeisk kemikaliemyndighet, ändring av direktiv 1999/45/EG och upphävande av rådets förordning (EEG) nr 793/93 och kommissionens förordning (EG) nr 1488/94 samt rådets direktiv 76/769/EEG och kommissionens direktiv 91/155/EEG, 93/67/EEG, 93/105/EG och 2000/21/EG, är en EU-förordning (EG 1907/2006) gällande produktionen och säkert användande av kemikalier. Förordningen godkändes av Europaparlamentet den 13 december 2006 efter en informell förhandlingsuppgörelse med representanter för Europeiska unionens råd och började gälla i juni 2007. Det huvudsakliga målet med lagstiftningen är att skydda människors hälsa och miljön från risker från kemikalier och för att öka EU:s kemikalieindustris konkurrenskraft och innovation.
Förordningen innebär att alla kemikalier som överstiger 1 ton i vikt och som antingen produceras inom EU eller importeras måste testas i avseende på hälso- samt miljöaspekter. Kemikalien måste även registreras vid den nya europeiska kemikaliemyndigheten i Helsingfors, Finland. För vissa i synnerhet toxiska kemikalier gäller reglerna oavsett volym, och för andra mycket toxiska kemikalier krävs särskilt tillstånd av den europeiska kemikaliemyndigheten (till exempel cancerframkallande ämnen). Till skillnad från äldre EU-lagstiftning gäller REACH för alla tänkbara kemikalier, både äldre och nya.

## Bakgrund
Även om Europeiska gemenskaperna hade haft ett legislativt skelett gällande hanteringen av kemikalier var dessa regleringar och direktiv problematiska. Detta då de inte föreskrev adekvat information hur redan existerande kemikalier skulle kunna påverka människors hälsa och miljön. De kemikalier som företagen registrerat i European Inventory of Existing Commercial Chemical Substances (EINECS) mellan den 1 januari 1971 och den 19 september 1981 räknades som redan existerande kemikalier (dessa uppgick till cirka 100 000 olika kemikalier) medan de kemikalier som tillkommit efter den 19 september 1981 räknades som nya. Nya kemikalier var tvungna att testas och kontrolleras innan de började säljas, men det fanns inga sådana regler om de kemikalier som redan fanns på marknaden. Enligt de gamla föreskrifterna behövde inte de som använde kemikalierna redovisa hur de använde dem och det var inte kemikalieproducenterna som behövde göra kontroller för olika kemikalier, utan det ansvaret låg hos de offentliga myndigheterna. Detta var något som ändrades i och med antagandet av REACH och industrin är nu ansvarig för att tillhandahålla säkerhetsinformation och hantera riskerna från kemikalier.
Tillverkarna har genom REACH ett större ansvar för att sammanställa information om deras kemikaliers egenskaper samt registrera dessa i den centrala databasen som underhålls av Europeiska kemikaliemyndigheten (ECHA), belägen i Helsingfors, Finland som varit aktivt sedan 1 juni 2008. Myndigheten är kärnan av REACH-systemet och förser Europeiska kommissionen med expertutlåtanden, hanterar den databas som företagen måste registrera kemikalierna i samt en databas som konsumenter kan använda för att finna information om risker. Den är även ansvarig för processen att registrera kemikalierna, genomför utvärderingar av underlaget som företagen skickar in, samt tar beslut baserat på utvärderingar. I de fall där medlemsstaterna vänder sig emot ett beslut har dock Europeiska kommissionen avgörandet. Myndigheten sköter även utbyte av data som kommer från djurförsök. Att lämna ut data om djurförsök som gjorts på ryggradsdjur är obligatoriskt för att antalet djurförsök skall hållas på ett minimum. Nya undersökningar på ryggradsdjur får endast ske om det inte går att få fram informationen på något annat sätt.

## Aktörer
Efter det att Europeiska kommissionen hade lagt fram förslag om en ny kemikalielagstiftning har det varit ett stort antal aktörer involverade i skapandet och formeringen av REACH och ett flertal grupper har lobbat för deras positioner. Det har varit olika åsikter och ståndpunkter mellan de olika medlemsstaterna; från andra länder som är stora kemikalieproducenter; mellan och inom överstatliga aktörer såsom Europaparlamentet och de olika politiska grupperna där såväl som mellan olika ledamöter av Europeiska kommissionen; mellan olika icke-statliga organisationer; privata och nationellt ägda företag; och individer. Det kan sägas vara två större grupper av aktörer med olika intressen som debatterar och formar koalitioner: den ekonomiska respektive den gröna koalitionen.

### Den ekonomiska koalitionen
Den ekonomiska koalitionen fokuserar huvudsakligen på ekonomiska aspekter och kemikalieindustrin tillhör denna. Industrin har föga överraskande ett stort inflytande på besluten då de är de som har störst expertis inom området, ofta bättre än vad EU:s medlemsstater har, ibland beskriven som "långt bättre", samt har ett oerhört ekonomiskt inflytande. Kemikalieindustrin är tätt kopplade till många andra vitala och inflytelserika industrier, inklusive den viktiga energiindustrin. Kemikalieindustrin är representerad inom EU av de två samarbetsorganisationerna European Chemical Industry Council (CEFIC) och European Association of Chemical Distributors (FECC) vilket ger dem en gemensam röst och ett nätverk som inkluderar alla de viktiga aktörerna. Det är dock skillnad på de olika företagen och vad de kan åstadkomma och även om det är något involverade i CEFIC eller FECC. I EU är cirka 98 procent av kemikalietillverkarna små och medelstora företag (SME), men SME står för endast 28 procent av kemikalieproduktionen. Undersökningar pekar dock på att många SMF inte känner till REACH-systemet och om de nya reglerna gäller deras företag. En del studier tyder på att detta även är sant för företag som är bland de större av de små och medelstora företagen.
Tyskland och Storbritannien var båda initialt emot det hela. Det var även Italien, Frankrike samt ytterligare några medlemsstater som huvudsakligen fokuserade på de ekonomiska aspekterna. Globalt var USA, Kanada, Australien och OECD-länderna emot lagstiftningen. Den ekonomiska gruppen hade även stöd från överstatliga aktörer såsom Generaldirektoratet för näringsliv.

### Den gröna koalitionen
Den andra stora gruppen är den gröna koalitionen.